# IAI RQ-5 Hunter
El vehículo aéreo no tripulado (UAV) IAI RQ-5 Hunter estaba destinado originalmente a servir como sistema UAV de corto alcance del Ejército de los Estados Unidos para asistir a los jefes de División y Cuerpo de Ejército. Despegaba y aterrizaba en pistas (usando un dispositivo de detención). Usaba un sensor EO/IR de cardan para retransmitir su señal de vídeo en tiempo real a través de un segundo Hunter en vuelo mediante un enlace de datos de línea visual de Banda C. El RQ-5 estaba basado en el UAV Hunter que había sido desarrollado por Israel Aerospace Industries.

## Diseño y desarrollo
La adquisición y entrenamiento del sistema comenzó en 1994, pero la producción fue cancelada en 1996 debido a preocupaciones acerca de la gestión del programa. Se adquirieron siete sistemas de producción de bajo ritmo (LRIP) de ocho aviones cada uno, de los que cuatro permanecieron en servicio: uno para entrenamiento y tres para desarrollo de la doctrina, ejercicios y apoyo a contingencias. El Hunter iba a ser reemplazado por el RQ-7 Shadow, pero en lugar de ser reemplazado, el Ejército mantuvo ambos sistemas operando, debido a que el Hunter tenía una carga, un alcance y una capacidad de tiempo en estación significativamente mayores que el Shadow.

## Historia operacional

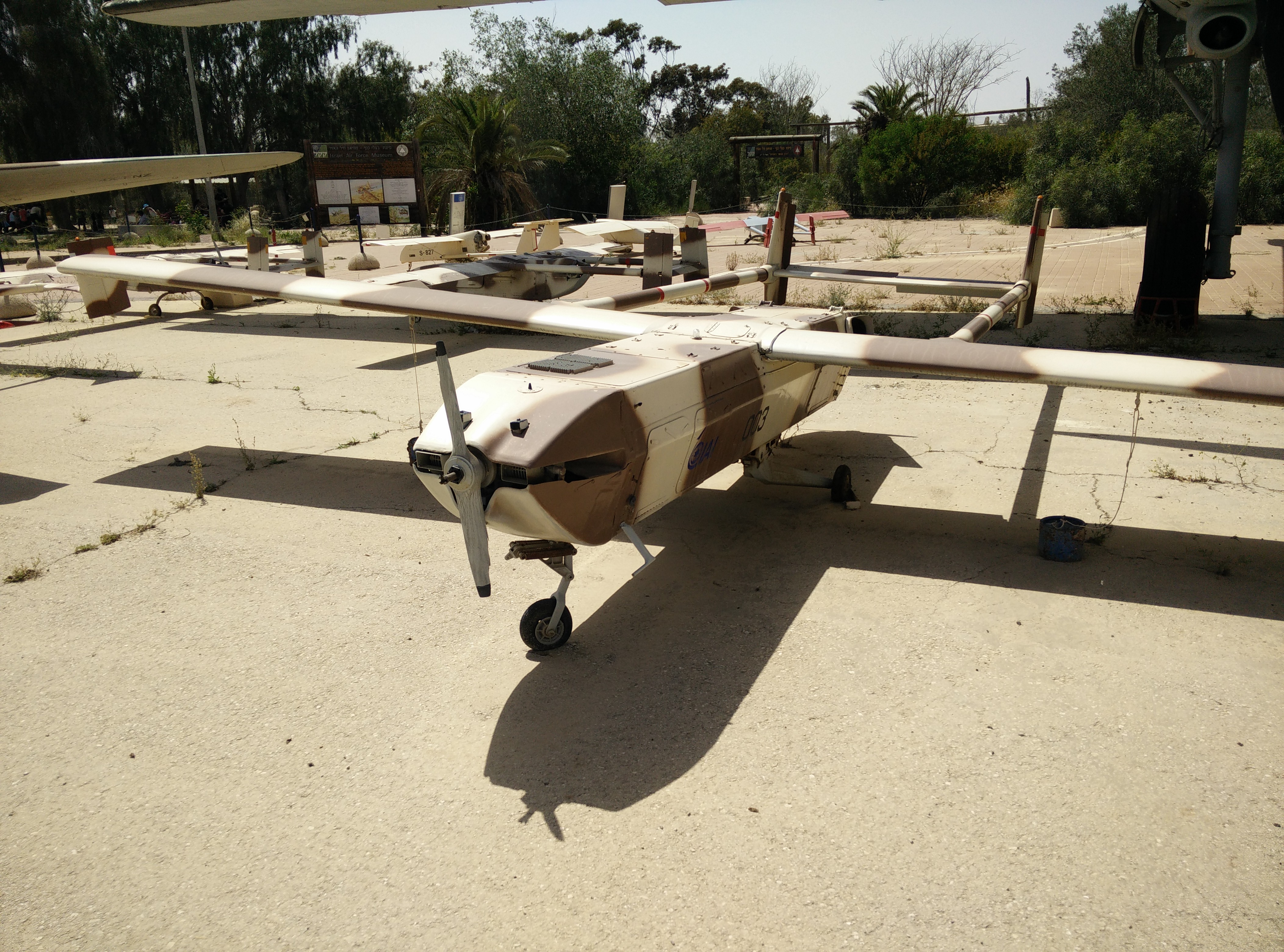
Un RQ-5 Hunter en el área de UAV en el Hatzerim Israeli Air Force Museum.

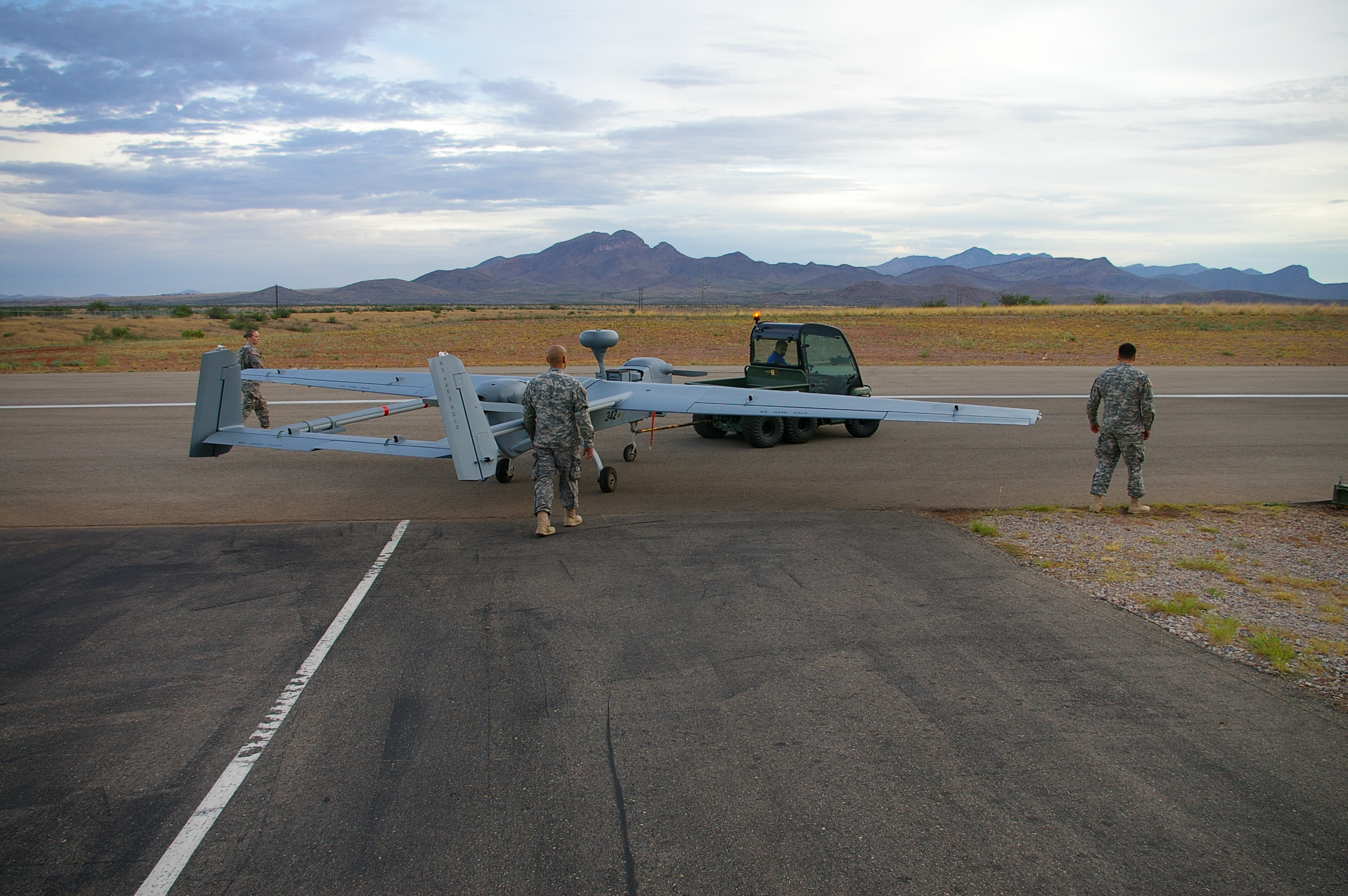
MQ-5B Hunter.

En 1995, la A Company, 15th Military Intelligence Battalion (Aerial Exploitation) de Fort Hood, Texas, fue la primera unidad de campo del Ejército equipada con el Hunter. La A Company realizó múltiples rotaciones exitosas de entrenamiento en el National Training Center. Luego, en marzo de 1999, fue desplegada a la República de Macedonia en apoyo a las operaciones de la OTAN en Kosovo, donde un aparato fue derribado por una ametralladora lateral de 7,62 mm de un Mil Mi-8 yugoslavo. Durante la operación de 7 meses, el Hunter fue volado más de 4000 horas. El significativo éxito operacional en Kosovo provocó la reanudación de la producción y de mejoras técnicas. El Hunter fue usado en Irak y en otras operaciones militares desde entonces. El sistema también ha sido armado con municiones Viper Strike.
El Batallón de Entrenamiento de Sistemas Aéreos no Tripulados del Ejército en Fort Huachuca, Arizona, entrena soldados y civiles en la operación y mantenimiento del UAV Hunter.
En 2004, el Departamento de Seguridad Nacional de los Estados Unidos, la Oficina de Aduanas y Protección Fronteriza, y la Oficina de Operaciones Aéreas y Marinas utilizaron los Hunter en un programa de entrenamiento para realizar tareas de patrulla fronteriza. Durante el programa, el Hunter realizó 329 horas de vuelo, resultando en 556 detenciones.
Una versión armada con el sistema de armas Northrop Grumman GBU-44/B Viper Strike es conocida como MQ-5A/B.
En octubre de 2012, el Ejército estadounidense tenía 20 MQ-5B Hunter en servicio. Estaba previsto que la retirada del Hunter se completara en 2013, pero a Northrop se le concedió un contrato de apoyo para el Hunter en enero de ese año, extendiendo sus misiones hasta 2014.
El 7 de octubre de 2013, el Ejército estadounidense abrió unas instalaciones UAS en el Vilseck Army Airfield en Alemania. Una carta de entendimiento entre Estados Unidos y Alemania permitió al 7th Army Joint Multinational Training Command a usar dos “puentes aéreos” en el este del país para entrenar a operadores, siendo la primera vez que un UAV estadounidense volase fuera de los límites de las áreas de entrenamiento militar. Dos MQ-5B Hunter desarmados fueron usados únicamente para  entrenamiento de operadores de dron.
De 1996 a enero de 2014, el sistema aéreo no tripulado MQ-5B Hunter voló más de 100 000 horas con el Ejército estadounidense.
El 14 de marzo de 2014, se informó de que un MQ-5 había sido derribado por una unidad de autodefensa de Crimea sobre territorio ucraniano ocupado por Rusia, aunque Rusia no justificó la afirmación y el Pentágono negó operar tal vehículo sobre Crimea.
El 16 de diciembre de 2015, el Hunter realizó su último vuelo al servicio del ejército en Fort Hood. Desde que entró en servicio en 1995, la aeronave había sido desplegada en los Balcanes, Irak y Afganistán. Fue desplegado a los Balcanes cuatro veces entre 1999 y 2002, acumulando 6400 horas de vuelo, y fue el primer UAS del Ejército en entrar en Irak en 2003, probándose por primera vez en operaciones de contingencia como un activo de inteligencia para los comandantes de todos los niveles y volando más horas que cualquier otra plataforma de reconocimiento de la OTAN. Una capacidad única del Hunter era su modo de retransmisión, que permitía a un avión controlar a otro a alcances extendidos o por encima de obstáculos terrestres. Al final de la Operación Nuevo Amanecer en 2011, los Hunter habían volado más de 110 000 horas, mostrando claramente su éxito en el campo de batalla el valor de los UAS en operaciones de combate como resultado directo. Cuando los operadores del Ejército pasaron al mayor y más capaz General Atomics MQ-1C Gray Eagle, el Hunter fue transferido a unidades gubernamentales operadas por contratistas para apoyar operaciones de ultramar.

### Uso internacional
En 1998, el Componente Aéreo belga compró tres sistemas UAV B-Hunter, consistiendo cada uno en 6 aviones y dos sistemas de control terrestre. Operativo desde 2004 en el 80 UAV Squadron, había 13 aeronaves en servicio en 2020. El último Hunter fue retirado del servicio belga el 28 de agosto del mismo año, para ser reemplazado por el MQ-9B SkyGuardian.

## Variantes
Hunter
Versión estándar.
B-Hunter
Versión para Bélgica, incluye el sistema de aterrizaje automático ATLND.
E-Hunter
Versión agrandada con mayores alcance y techo de vuelo.
BQM-155A
Designación inicial dada por la USAF al Hunter.
RQ-5A
Nueva designación para los BQM-155A.
MQ-5A/B
Designaciones dadas a las versiones armadas.

## Operadores
Bélgica
- Componente Aéreo belga

 Estados Unidos
- Ejército de los Estados Unidos

 Francia
- Ejército del Aire y del Espacio francés

 Israel
- Fuerza Aérea Israelí

## Especificaciones

### Características generales
- Tripulación: 0
- Carga: 90 kg (198,4 lb)
- Longitud: 7 m (23 ft)
- Envergadura: 10,6 m (34,7 ft)
- Altura: 1,9 m (6,2 ft)
- Peso cargado: 727 kg (1602,3 lb)
- Peso máximo al despegue: 885 kg (1950,5 lb)
- Planta motriz: 2× motor lineal diésel de 800 cc Twin Mercedes HFE.
  - Potencia: 42 kW (58 HP; 57 CV) cada uno.
- Capacidad de combustible: 300 l

### Rendimiento
- Velocidad nunca excedida (Vne): 190 km/h (118 MPH; 103 kt)
- Velocidad máxima operativa (Vno): 170 km/h (106 MPH; 92 kt)
- Velocidad crucero (Vc): 93-165 km/h
- Velocidad de entrada en pérdida (Vs): 83 km/h (52 MPH; 45 kt)
- Alcance: 125 km (67 nmi; 78 mi) (21 h)
- Techo de vuelo: 5500 m (18 045 ft)

## Aeronaves relacionadas

### Secuencias de designación
- Secuencia __M-_ (Misiles y drones estadounidenses, 1962-presente): ← AIM-152 - AGM-153 - AGM-154 - BQM-155 - RIM-156 - MGM-157 - AGM-158A/B →
- Secuencia _Q-_ (Vehículos aéreos no tripulados estadounidenses, 1962-presente): ← Q-2 - Q-3 - Q-4/C - Q-5 - Q-6 - Q-7 - Q-8/C →